# Afrique du Sud-Nouvelle-Zélande en rugby à XV
L'opposition entre l'Afrique du Sud et la Nouvelle-Zélande est l'une des plus fortes de l'histoire du rugby à XV. Les deux équipes se sont affrontées à 106 reprises dont six fois en Coupe du monde. Les Sud-Africains ont remporté 42 rencontres contre 62 pour les Néo-Zélandais et quatre matchs nuls.
Ce sont les deux équipes qui ont le plus dominé le classement World Rugby et leur rivalité est toujours considérée comme l'une des plus belles oppositions de ce sport.
Les deux équipes se rencontrent deux fois en finale de la Coupe du monde en 1995 et 2023, à l'issue desquelles les Springboks gagnent respectivement par 15 à 12 et 12 à 11.

## Historique

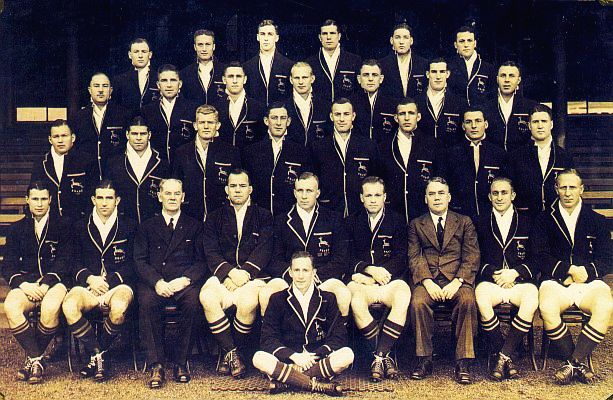
Équipe d'Afrique du Sud de 1937

La rivalité entre les Springboks et les All Blacks commence en 1921 à l’occasion d’une tournée des Springboks en Nouvelle-Zélande. Cette première confrontation se conclut sur une égalité entre les deux équipes (une victoire, une défaite et un match nul). La rivalité entre All Blacks et Springboks se poursuit aujourd'hui avec les trois rencontres annuelles du Tri-nations.
Les All Blacks font leur première tournée en Afrique du Sud en 1928. Cette tournée se solde par une égalité entre les deux équipes. Les Néo-Zélandais perdent à Durban (0-17) et à Port Elizabeth (6-11) mais l’emportent à Johannesburg (7-6) et au Cap (13-5). Le bilan des All Blacks est globalement positif avec 5 défaites seulement en 23 rencontres contre les Springboks ou des équipes de provinces sud-africaines.
En 1937, les Springboks rendent visite d'abord aux Wallabies (2-0), puis les Springboks remportent leur série contre les All Blacks (2-1) lors d'un passage en Nouvelle-Zélande. Les All Blacks remportent le premier test match mais s'inclinent lors des deux suivants. Ils ont affaire à forte partie car cette équipe d'Afrique du Sud de 1937 est parfois décrite comme la meilleure qui ait joué en Nouvelle-Zélande. Ferdie Bergh, Gerry Brand, Danie Craven, Boy Louw, Fanie Louw, Flip Nel et Dai Williams participent à la tournée.
Après une interruption due à la seconde Guerre mondiale, le premier test match d'une série de quatre se dispute en 1949. Les All-Blacks ne remportent aucun match de cette série, perdant 15-11, 12-6, 9-3, 11-8. Danie Craven débute comme entraîneur côté Springbok en 1949, et il commence sa carrière en réalisant un exploit : série victorieuse 4-0.
Les Sud-Africains se déplacent ensuite en Nouvelle-Zélande en 1956, et la série est perdue par trois défaites à une au bénéfice des All Blacks.
La tournée des Springboks en Nouvelle-Zélande de 1956 voit la suprématie mondiale du rugby changer de tête : les Springboks perdent la place de numéro 1 au bénéfice du « pays du long nuage blanc ». La « machine verte et or » n'avait jamais été battue dans une série depuis 1896. Lors des deux premières tournées des Springboks en Nouvelle-Zélande, ils avaient réalisé un bilan équilibré (1921 : 1 victoire, 1 défaite, 1 match nul) et remporté la seconde série (1937 : pour les Springboks 2 victoires, pour les All Blacks 1 victoire).
De 1921 à 1981, donc pendant quasiment tout le 20e siècle, elle mène face aux All-Blacks : 20 victoires pour 15 défaites.
Il n'y a pas de confrontations dans les années 80 et l'Apartheid prive en effet les Springboks d'une participation aux deux premières coupes du monde (1987, 1991).
Les Sud-Africains rejouent dans les années 90 et deviennent même rapidement champion du monde à domicile, en 1995, pour leur première participation à une coupe du monde. Ils battent justement la Nouvelle-Zélande en finale sur un drop historique (15-12).
A la coupe du monde suivante, en 1999, les Sud-Africains battent la Nouvelle-Zélande encore, afin de gagner la troisième place (22-18). En 1998, l'année précédente, l'Afrique du Sud avait par ailleurs gagné le Tri-Nations avec quatre victoires et zéro défaites, prouvant qu'ils étaient la très grande nation du Rugby à XV.
Il faudra attendre réellement les huit victoires successives de la Nouvelle-Zélande, de 2001 à 2003, et la large défaite, symbolique, des sud-africains lors de la coupe du monde de 2003 en quart de finale (29-9), pour que les résultats des rencontres entre les deux équipes deviennent plus favorables aux All Blacks.
Les Springboks reviendront cependant au devant de la scène en 2004 avec un Tri-Nations ainsi que de 2007 à 2009 : champion du monde pour la seconde fois en 2007, et victorieux du Tri-nations avec trois victoires et zéro défaites en 2009 contre la Nouvelle-Zélande.
Mais enfin, dans le courant des années 2010, et notamment grâce au célèbre duo néo-zélandais Carter-McCaw, la Nouvelle-Zélande domine largement et devient la première nation du Rugby plusieurs années de suite, avec seulement trois défaites en une vingtaine de rencontres. La Nouvelle-Zélande gagne deux coupes du monde : d'abord en 2011, d'un point face à la France (8-7), puis celle de 2015 lors de laquelle les Springboks perdent de deux points en demi-finale (20-18). Cependant cette rencontre fut marquée par des décisions d'arbitrage qui furent l'objet de polémiques - ce fut le cas aussi pour la finale de 2011.
En 2017, l'Afrique du Sud perd 57-0 face à la Nouvelle-Zélande, une terrible défaite, historique.
Les trois matchs suivants seront cependant plus serrés avec un ou deux points d'écart à chaque fois, et l'Afrique du Sud finira par gagner un Rugby Championship en 2019.
Et les Springboks feront mieux que les All Blacks en Coupe du monde cette même année 2019 : malgré une défaite en poule face à eux (23-13), ils termineront champion du monde pour la troisième fois de leur histoire (1995, 2007, 2019) en battant l'Angleterre 32-12 (six pénalités, deux essais) qui venait de battre la Nouvelle-Zélande en demi-finale (19-7).
L'Afrique du Sud possède donc autant de médailles d'or que les All blacks, mais en seulement 7 participations en coupe du monde. Leur taux de 43% réussite en coupe du monde est donc supérieur à celui de la Nouvelle-Zélande (33%).
Les Springboks redeviennent numéros 1 mondiaux en 2019 avec un peu plus de 94 points au classement World Rugby, un record pour l'équipe. Ils sont alors devenus la seule équipe à avoir réussi le doublé Rugby Championship/Coupe du monde.
La centième confrontation entre les deux pays, lors du Rugby Championship 2021 génère de grandes espérances, car elle oppose le champion du monde sud-africain, qui a très peu joué depuis son titre à cause de la pandémie de COVID-19 et vient d'enchaîner deux défaites dans la compétition, à la meilleure équipe du moment, qui vient de reprendre le rang de 1re nation mondiale au classement World Rugby à son futur adversaire. Depuis le titre sud-africain, les deux équipes ne se sont pas rencontrées et le match fait figure de mise au point,.

## Tableau des confrontations
| No  | Date               | Lieu                                                       | Match                             | Score   | Compétition                              |
| --- | ------------------ | ---------------------------------------------------------- | --------------------------------- | ------- | ---------------------------------------- |
| 1   | 13 août 1921       | Carisbrook, Dunedin, Nouvelle-Zélande                      | Nouvelle-Zélande – Afrique du Sud | 13 – 5  | Test match                               |
| 2   | 27 août 1921       | Eden Park, Auckland, Nouvelle-Zélande                      | Nouvelle-Zélande – Afrique du Sud | 5 – 9   | Test match                               |
| 3   | 17 septembre 1921  | Athletic Park, Wellington, Nouvelle-Zélande                | Nouvelle-Zélande – Afrique du Sud | 0 – 0   | Test match                               |
| 4   | 30 juin 1928       | Kingsmead, Durban, Union d'Afrique du Sud                  | Afrique du Sud – Nouvelle-Zélande | 17 – 0  | Test match                               |
| 5   | 21 juillet 1928    | Ellis Park, Johannesburg, Union d'Afrique du Sud           | Afrique du Sud – Nouvelle-Zélande | 6 – 7   | Test match                               |
| 6   | 18 août 1928       | St George's Park, Port Elizabeth, Union d'Afrique du Sud   | Afrique du Sud – Nouvelle-Zélande | 11 – 6  | Test match                               |
| 7   | 1er septembre 1928 | Newsland, Le Cap, Union d'Afrique du Sud                   | Afrique du Sud – Nouvelle-Zélande | 5 – 13  | Test match                               |
| 8   | 14 août 1937       | Athletic Park, Wellington, Nouvelle-Zélande                | Nouvelle-Zélande – Afrique du Sud | 13 – 7  | Test match                               |
| 9   | 4 septembre 1937   | Jade Stadium, Christchurch, Nouvelle-Zélande               | Nouvelle-Zélande – Afrique du Sud | 6 – 13  | Test match                               |
| 10  | 25 septembre 1937  | Eden Park, Auckland, Nouvelle-Zélande                      | Nouvelle-Zélande – Afrique du Sud | 6 – 17  | Test match                               |
| 11  | 16 juillet 1949    | Newsland, Le Cap, Union d'Afrique du Sud                   | Afrique du Sud – Nouvelle-Zélande | 15 – 11 | Test match                               |
| 12  | 13 août 1949       | Ellis Park, Johannesburg, Union d'Afrique du Sud           | Afrique du Sud – Nouvelle-Zélande | 12 – 6  | Test match                               |
| 13  | 3 septembre 1949   | Kingsmead, Durban, Union d'Afrique du Sud                  | Afrique du Sud – Nouvelle-Zélande | 9 – 3   | Test match                               |
| 14  | 17 septembre 1949  | St George's Park, Port Elizabeth, Union d'Afrique du Sud   | Afrique du Sud – Nouvelle-Zélande | 11 – 8  | Test match                               |
| 15  | 14 juillet 1956    | Carisbrook, Dunedin, Nouvelle-Zélande                      | Nouvelle-Zélande – Afrique du Sud | 10 – 6  |                                          |
| 16  | 4 août 1956        | Athletic Park, Wellington, Nouvelle-Zélande                | Nouvelle-Zélande – Afrique du Sud | 3 – 8   |                                          |
| 17  | 18 août 1956       | Jade Stadium, Christchurch, Nouvelle-Zélande               | Nouvelle-Zélande – Afrique du Sud | 17 – 10 |                                          |
| 18  | 1er septembre 1956 | Eden Park, Auckland, Nouvelle-Zélande                      | Nouvelle-Zélande – Afrique du Sud | 11 – 5  |                                          |
| 19  | 25 juin 1960       | Ellis Park, Johannesburg, Union d'Afrique du Sud           | Afrique du Sud – Nouvelle-Zélande | 10 – 0  |                                          |
| 20  | 23 juillet 1960    | Newsland, Le Cap, Union d'Afrique du Sud                   | Afrique du Sud – Nouvelle-Zélande | 3 – 11  |                                          |
| 21  | 13 août 1960       | Free State Stadium, Bloemfontein, Union d'Afrique du Sud   | Afrique du Sud – Nouvelle-Zélande | 11 – 11 |                                          |
| 22  | 27 août 1960       | EPRFU Stadium, Port Elizabeth, Union d'Afrique du Sud      | Afrique du Sud – Nouvelle-Zélande | 8 – 3   |                                          |
| 23  | 31 juillet 1965    | Athletic Park, Wellington, Nouvelle-Zélande                | Nouvelle-Zélande – Afrique du Sud | 6 – 3   |                                          |
| 24  | 21 août 1965       | Carisbrook, Dunedin, Nouvelle-Zélande                      | Nouvelle-Zélande – Afrique du Sud | 13 – 0  |                                          |
| 25  | 4 septembre 1965   | Jade Stadium, Christchurch, Nouvelle-Zélande               | Nouvelle-Zélande – Afrique du Sud | 16 – 19 |                                          |
| 26  | 18 septembre 1965  | Eden Park, Auckland, Nouvelle-Zélande                      | Nouvelle-Zélande – Afrique du Sud | 20 – 3  |                                          |
| 27  | 25 juillet 1970    | Loftus Versfeld, Pretoria, Afrique du Sud                  | Afrique du Sud – Nouvelle-Zélande | 17 – 6  |                                          |
| 28  | 8 août 1970        | Newsland, Le Cap, Afrique du Sud                           | Afrique du Sud – Nouvelle-Zélande | 8 – 9   |                                          |
| 29  | 29 août 1970       | EPRFU Stadium, Port Elizabeth, Afrique du Sud              | Afrique du Sud – Nouvelle-Zélande | 14 – 3  |                                          |
| 30  | 12 septembre 1970  | Ellis Park, Johannesburg, Afrique du Sud                   | Afrique du Sud – Nouvelle-Zélande | 20 – 17 |                                          |
| 31  | 24 juillet 1976    | Kings Park Stadium, Durban, Afrique du Sud                 | Afrique du Sud – Nouvelle-Zélande | 16 – 7  |                                          |
| 32  | 14 août 1976       | Free State Stadium, Bloemfontein, Afrique du Sud           | Afrique du Sud – Nouvelle-Zélande | 9 – 15  |                                          |
| 33  | 4 septembre 1976   | Newsland, Le Cap, Afrique du Sud                           | Afrique du Sud – Nouvelle-Zélande | 15 – 10 |                                          |
| 34  | 18 septembre 1976  | Ellis Park, Johannesburg, Afrique du Sud                   | Afrique du Sud – Nouvelle-Zélande | 15 – 14 |                                          |
| 35  | 15 août 1981       | Jade Stadium, Christchurch, Nouvelle-Zélande               | Nouvelle-Zélande – Afrique du Sud | 19 – 9  |                                          |
| 36  | 29 août 1981       | Athletic Park, Wellington, Nouvelle-Zélande                | Nouvelle-Zélande – Afrique du Sud | 10 – 14 |                                          |
| 37  | 12 septembre 1981  | Eden Park, Auckland, Nouvelle-Zélande                      | Nouvelle-Zélande – Afrique du Sud | 25 – 22 |                                          |
| 38  | 15 août 1992       | Ellis Park, Johannesburg, Afrique du Sud                   | Afrique du Sud – Nouvelle-Zélande | 24 – 27 |                                          |
| 39  | 9 juillet 1994     | Carisbrook, Dunedin, Nouvelle-Zélande                      | Nouvelle-Zélande – Afrique du Sud | 22 – 14 |                                          |
| 40  | 23 juillet 1994    | Athletic Park, Wellington, Nouvelle-Zélande                | Nouvelle-Zélande – Afrique du Sud | 13 – 9  |                                          |
| 41  | 6 août 1994        | Eden Park, Auckland, Nouvelle-Zélande                      | Nouvelle-Zélande – Afrique du Sud | 18 – 18 |                                          |
| 42  | 24 juin 1995       | Ellis Park, Johannesburg, Afrique du Sud                   | Afrique du Sud – Nouvelle-Zélande | 15 – 12 | Coupe du monde (finale)                  |
| 43  | 20 juillet 1996    | Jade Stadium, Christchurch, Nouvelle-Zélande               | Nouvelle-Zélande – Afrique du Sud | 15 – 11 | Tri-nations                              |
| 44  | 10 août 1996       | Newsland, Le Cap, Afrique du Sud                           | Afrique du Sud – Nouvelle-Zélande | 18 – 29 | Tri-nations                              |
| 45  | 17 août 1996       | Kings Park, Durban, Afrique du Sud                         | Afrique du Sud – Nouvelle-Zélande | 19 – 23 |                                          |
| 46  | 24 août 1996       | Loftus Versfeld, Pretoria, Afrique du Sud                  | Afrique du Sud – Nouvelle-Zélande | 26 – 33 |                                          |
| 47  | 31 août 1996       | Ellis Park, Johannesburg, Afrique du Sud                   | Afrique du Sud – Nouvelle-Zélande | 32 – 22 |                                          |
| 48  | 19 juillet 1997    | Ellis Park, Johannesburg, Afrique du Sud                   | Afrique du Sud – Nouvelle-Zélande | 32 – 35 | Tri-nations                              |
| 49  | 9 août 1997        | Eden Park, Auckland, Nouvelle-Zélande                      | Nouvelle-Zélande – Afrique du Sud | 55 – 35 | Tri-nations                              |
| 50  | 25 juillet 1998    | Athletic Park, Wellington, Nouvelle-Zélande                | Nouvelle-Zélande – Afrique du Sud | 3 – 13  |                                          |
| 51  | 15 août 1998       | Kings Park, Durban, Afrique du Sud                         | Afrique du Sud – Nouvelle-Zélande | 24 – 23 |                                          |
| 52  | 10 juillet 1999    | Carisbrook, Dunedin, Nouvelle-Zélande                      | Nouvelle-Zélande – Afrique du Sud | 28 – 0  | Tri-nations                              |
| 53  | 7 août 1999        | Loftus Versfeld, Pretoria, Afrique du Sud                  | Afrique du Sud – Nouvelle-Zélande | 18 – 34 | Tri-nations                              |
| 54  | 4 novembre 1999    | Millennium Stadium, Cardiff, Pays de Galles                | Afrique du Sud – Nouvelle-Zélande | 22 – 18 | Coupe du monde (finale pour la 3e place) |
| 55  | 22 juillet 2000    | Jade Stadium, Christchurch, Nouvelle-Zélande               | Nouvelle-Zélande – Afrique du Sud | 25 – 12 |                                          |
| 56  | 19 août 2000       | Ellis Park, Johannesburg, Afrique du Sud                   | Afrique du Sud – Nouvelle-Zélande | 46 – 40 |                                          |
| 57  | 21 juillet 2001    | Newsland, Le Cap, Afrique du Sud                           | Afrique du Sud – Nouvelle-Zélande | 3 – 12  |                                          |
| 58  | 25 août 2001       | Eden Park, Auckland, Nouvelle-Zélande                      | Nouvelle-Zélande – Afrique du Sud | 26 – 15 |                                          |
| 59  | 20 juillet 2002    | Westpac Stadium, Wellington, Nouvelle-Zélande              | Nouvelle-Zélande – Afrique du Sud | 41 – 20 | Tri-nations                              |
| 60  | 10 août 2002       | Kings Park, Durban, Afrique du Sud                         | Afrique du Sud – Nouvelle-Zélande | 23 – 30 | Tri-nations                              |
| 61  | 19 juillet 2003    | Loftus Versfeld, Pretoria, Afrique du Sud                  | Afrique du Sud – Nouvelle-Zélande | 16 – 52 | Tri-nations                              |
| 62  | 9 août 2003        | Carisbrook, Dunedin, Nouvelle-Zélande                      | Nouvelle-Zélande – Afrique du Sud | 19 – 11 | Tri-nations                              |
| 63  | 8 novembre 2003    | Telstra Dome, Melbourne, Australie                         | Nouvelle-Zélande – Afrique du Sud | 29 – 9  | Coupe du monde (quart de finale)         |
| 64  | 24 juillet 2004    | Jade Stadium, Christchurch, Nouvelle-Zélande               | Nouvelle-Zélande – Afrique du Sud | 23 – 21 | Tri-nations                              |
| 65  | 14 août 2004       | Ellis Park, Johannesburg, Afrique du Sud                   | Afrique du Sud – Nouvelle-Zélande | 40 – 26 | Tri-nations                              |
| 66  | 6 août 2005        | Newsland, Le Cap, Afrique du Sud                           | Afrique du Sud – Nouvelle-Zélande | 22 – 16 | Tri-nations                              |
| 67  | 27 août 2005       | Carisbrook, Dunedin, Nouvelle-Zélande                      | Nouvelle-Zélande – Afrique du Sud | 31 – 27 | Tri-nations                              |
| 68  | 22 juillet 2006    | Westpac Stadium, Wellington, Nouvelle-Zélande              | Nouvelle-Zélande – Afrique du Sud | 35 – 17 | Tri-nations                              |
| 69  | 26 août 2006       | Loftus Versfeld, Pretoria, Afrique du Sud                  | Afrique du Sud – Nouvelle-Zélande | 26 – 45 | Tri-nations                              |
| 70  | 2 septembre 2006   | Royal Bafokeng, Rustenburg, Afrique du Sud                 | Afrique du Sud – Nouvelle-Zélande | 21 – 20 | Tri-nations                              |
| 71  | 23 juin 2007       | Kings Park, Durban, Afrique du Sud                         | Afrique du Sud – Nouvelle-Zélande | 21 – 26 | Tri-nations                              |
| 72  | 14 juillet 2007    | Jade Stadium, Christchurch, Nouvelle-Zélande               | Nouvelle-Zélande – Afrique du Sud | 33 – 6  | Tri-nations                              |
| 73  | 5 juillet 2008     | Jade Stadium, Christchurch, Nouvelle-Zélande               | Nouvelle-Zélande – Afrique du Sud | 19 – 8  | Tri-nations                              |
| 74  | 12 juillet 2008    | Carisbrook, Dunedin, Nouvelle-Zélande                      | Nouvelle-Zélande – Afrique du Sud | 28 – 30 | Tri-nations                              |
| 75  | 16 août 2008       | Newsland, Le Cap, Afrique du Sud                           | Afrique du Sud – Nouvelle-Zélande | 0 – 19  | Tri-nations                              |
| 76  | 25 juillet 2009    | Free State Stadium, Bloemfontein, Afrique du Sud           | Afrique du Sud – Nouvelle-Zélande | 28 – 19 | Tri-nations                              |
| 77  | 1er août 2009      | ABSA Stadium, Durban, Afrique du Sud                       | Afrique du Sud – Nouvelle-Zélande | 31 – 19 | Tri-nations                              |
| 78  | 12 septembre 2009  | Waikato Stadium, Hamilton, Nouvelle-Zélande                | Nouvelle-Zélande – Afrique du Sud | 29 – 32 | Tri-nations                              |
| 79  | 10 juillet 2010    | Eden Park, Auckland, Nouvelle-Zélande                      | Nouvelle-Zélande – Afrique du Sud | 32 – 12 | Tri-nations                              |
| 80  | 17 juillet 2010    | Westpac Stadium, Wellington, Nouvelle-Zélande              | Nouvelle-Zélande – Afrique du Sud | 31 – 17 | Tri-nations                              |
| 81  | 21 août 2010       | Soccer City, Johannesburg, Afrique du Sud                  | Afrique du Sud – Nouvelle-Zélande | 22 – 29 | Tri-nations                              |
| 82  | 30 juillet 2011    | Westpac Stadium, Wellington, Nouvelle-Zélande              | Nouvelle-Zélande – Afrique du Sud | 40 – 7  | Tri-nations                              |
| 83  | 20 août 2011       | Nelson Mandela Bay Stadium, Port Elizabeth, Afrique du Sud | Afrique du Sud – Nouvelle-Zélande | 18 – 5  | Tri-nations                              |
| 84  | 15 septembre 2012  | Forsyth Barr Stadium, Dunedin, Nouvelle-Zélande            | Nouvelle-Zélande – Afrique du Sud | 21 – 11 | The Rugby Championship                   |
| 85  | 6 octobre 2012     | FNB Stadium, Soweto, Afrique du Sud                        | Afrique du Sud – Nouvelle-Zélande | 16 – 32 | The Rugby Championship                   |
| 86  | 14 septembre 2013  | Eden Park, Auckland, Nouvelle-Zélande                      | Nouvelle-Zélande – Afrique du Sud | 29 – 15 | The Rugby Championship                   |
| 87  | 5 octobre 2013     | Ellis Park, Johannesburg, Afrique du Sud                   | Afrique du Sud – Nouvelle-Zélande | 27 – 38 | The Rugby Championship                   |
| 88  | 13 septembre 2014  | Westpac Stadium, Wellington, Nouvelle-Zélande              | Nouvelle-Zélande – Afrique du Sud | 14 – 10 | The Rugby Championship                   |
| 89  | 4 octobre 2014     | Ellis Park, Johannesburg, Afrique du Sud                   | Afrique du Sud – Nouvelle-Zélande | 27 – 25 | The Rugby Championship                   |
| 90  | 25 juillet 2015    | Ellis Park, Johannesburg, Afrique du Sud                   | Afrique du Sud – Nouvelle-Zélande | 20 – 27 | The Rugby Championship                   |
| 91  | 24 octobre 2015    | Stade de Twickenham, Londres, Angleterre                   | Afrique du Sud – Nouvelle-Zélande | 18 – 20 | Coupe du monde (demi-finale)             |
| 92  | 17 septembre 2016  | Rugby League Park, Christchurch, Nouvelle-Zélande          | Nouvelle-Zélande – Afrique du Sud | 41 – 13 | The Rugby Championship                   |
| 93  | 8 octobre 2016     | Kings Park Stadium, Durban, Afrique du Sud                 | Afrique du Sud – Nouvelle-Zélande | 15 – 57 | The Rugby Championship                   |
| 94  | 16 septembre 2017  | North Harbour Stadium, Auckland, Nouvelle-Zélande          | Nouvelle-Zélande – Afrique du Sud | 57 – 0  | The Rugby Championship                   |
| 95  | 7 octobre 2017     | Newlands Stadium, Cape Town, Afrique du Sud                | Afrique du Sud – Nouvelle-Zélande | 24 – 25 | The Rugby Championship                   |
| 96  | 15 septembre 2018  | Westpac Stadium, Wellington, Nouvelle-Zélande              | Nouvelle-Zélande – Afrique du Sud | 34 – 36 | The Rugby Championship                   |
| 97  | 6 octobre 2018     | Loftus Versfeld, Pretoria, Afrique du Sud                  | Afrique du Sud – Nouvelle-Zélande | 30 – 32 | The Rugby Championship                   |
| 98  | 27 juillet 2019    | Westpac Stadium, Wellington, Nouvelle-Zélande              | Nouvelle-Zélande – Afrique du Sud | 16 – 16 | The Rugby Championship                   |
| 99  | 21 septembre 2019  | International Stadium, Yokohama, Japon                     | Nouvelle-Zélande – Afrique du Sud | 23 – 13 | Coupe du monde (Poule B)                 |
| 100 | 25 septembre 2021  | Queensland Country Bank Stadium, Townsville Australie      | Nouvelle-Zélande – Afrique du Sud | 19 – 17 | The Rugby Championship                   |
| 101 | 2 octobre 2021     | Cbus Super Stadium, Robina - Gold Coast Australie          | Afrique du Sud – Nouvelle-Zélande | 31 – 29 | The Rugby Championship                   |
| 102 | 6 août 2022        | Mbombela Stadium, Mbombela Afrique du Sud                  | Afrique du Sud – Nouvelle-Zélande | 26 – 10 | The Rugby Championship                   |
| 103 | 13 août 2022       | Ellis Park, Johannesburg Afrique du Sud                    | Afrique du Sud – Nouvelle-Zélande | 23 – 35 | The Rugby Championship                   |
| 104 | 15 juillet 2023    | Mount Smart Stadium, Auckland, Nouvelle-Zélande            | Nouvelle-Zélande – Afrique du Sud | 35 – 20 | The Rugby Championship                   |
| 105 | 25 août 2023       | Stade de Twickenham, Londres, Angleterre                   | Afrique du Sud – Nouvelle-Zélande | 35 – 7  | Test match                               |
| 106 | 28 octobre 2023    | Stade de France, Saint-Denis, France                       | Nouvelle-Zélande – Afrique du Sud | 11 – 12 | Coupe du monde (finale)                  |
| 107 | 31 août 2024       | Ellis Park, Johannesburg Afrique du Sud                    | Afrique du Sud – Nouvelle-Zélande | 31 – 27 | The Rugby Championship                   |
| 108 | 7 septembre 2024   | Cape Town Stadium, Le Cap Afrique du Sud                   | Afrique du Sud – Nouvelle-Zélande | 18 – 12 | The Rugby Championship                   |

## Confrontations notables

### Nouvelle-Zélande - Afrique du Sud du 22 juillet 2006
| Équipes          | Nouvelle-Zélande - Afrique du Sud                                                                    |
| Score            | 35 - 17 (mi-temps : 19 - 7)                                                                          |
| Date             | 22 juillet 2006                                                                                      |
| Stade            | Westpac Stadium de Wellington Nouvelle-Zélande                                                       |
| Arbitre          | Joël Jutge France                                                                                    |
| Points marqués   | |
| Nouvelle-Zélande | 2 essais par Piri Weepu et Richard McCaw, 2 transformations et 7 pénalités par Dan Carter            |
| Afrique du Sud   | 2 essais par Fourie du Preez et Breyton Paulse, 2 transformations et 1 pénalité par Percy Montgomery |

Victoire des All-Blacks, plus difficile que prévu contre des Springboks en progrès, elle leur permet de reprendre la tête du classement du Tri-nations. La botte de Daniel Carter a fait la différence, Percy Montgomery a eu moins de réussite dans ses tentatives de coups de pied de pénalité.

### Afrique du Sud - Nouvelle-Zélande du 26 août 2006
| Équipes          | Afrique du Sud - Nouvelle-Zélande |
| Score            | 26 - 45 (mi-temps 11 - 16) |
| Date             | 26 août 2006 |
| Stade            | Loftus Versfeld Stadium, Pretoria Afrique du Sud                                                                                            |
| Arbitre          | Alan Lewis Irlande |
| Points marqués   | |
| Afrique du Sud   | 3 essais par Fourie du Preez, Jaque Fourie (2), 1 transformation par André Pretorius, 3 pénalités par Percy Montgomery (2) et Butch James   |
| Nouvelle-Zélande | 5 essais par Neemia Tialata, Luke McAlister, Sitiveni Sivivatu, Mils Muliaina et Rico Gear, 4 transformations et 3 pénalités par Dan Carter |

Graham Henry a effectué onze changements par rapport à l'équipe des All Blacks qui avait joué le match précédent. Des titulaires sont laissés au repos, à noter l'entrée de Sitiveni Sivivatu à l'aile. Jean de Villiers fait sa rentrée chez les Springboks. Les All Blacks signent leur 15e victoire consécutive et prennent un point de bonus grâce à leurs quatre essais.

### Afrique du Sud - Nouvelle-Zélande du 2 septembre 2006
| Équipes          | Afrique du Sud - Nouvelle-Zélande                                                                   |
| Score            | 21 - 20 (13 - 13)                                                                                   |
| Date             | 2 septembre 2006                                                                                    |
| Stade            | Royal Bafokeng Stadium, Rustenburg Afrique du Sud                                                   |
| Arbitre          | Chris White Angleterre                                                                              |
| Points marqués   | |
| Afrique du Sud   | 2 essais par Bryan Habana et Pedrie Wannenburg, 1 transformation et 3 pénalités par André Pretorius |
| Nouvelle-Zélande | 2 essais par Dan Carter et Joe Rokocoko, 2 transformations et 2 pénalités par Dan Carter            |

Première victoire pour les Springboks dans le Tri-nations 2006, elle met fin à une série de 5 défaites consécutives pour les Springboks et à une série de 15 victoires consécutives pour les All Blacks.

### Afrique du Sud - Nouvelle-Zélande du 23 juin 2007
| Équipes          | Afrique du Sud - Nouvelle-Zélande |
| Score            | 21 - 26 (11 - 6) |
| Date             | 23 juin 2007 |
| Stade            | (Durban) |
| Arbitre          | Alain Rolland Irlande |
| Points marqués   | |
| Afrique du Sud   | 2 essais de Schalk Burger (40e) et Butch James (45e), 1 transformation de Percy Montgomery (46e), 3 pénalités de Percy Montgomery (5e et 67e) et Ruan Pienaar (19e)           |
| Nouvelle-Zélande | 2 essais de Richie McCaw (69e) et Joe Rokocoko (72e), 2 transformations de Dan Carter (70e et 73e), 3 pénalités de Dan Carter (31e, 38e et 55e), 1 drop de Aaron Mauger (42e) |

Les Springboks dominent pendant 68 minutes puis sont dépassés au score en fin de match par les All Blacks qui marquent deux essais par Richie McCaw et Joe Rokocoko.

### Nouvelle-Zélande - Afrique du Sud du 14 juillet 2007
| Équipes          | Nouvelle-Zélande - Afrique du Sud |
| Score            | 33 - 6 (6 - 3) |
| Date             | 14 juillet 2007 |
| Stade            | Jade Stadium de Christchurch (Nouvelle-Zélande) |
| Arbitre          | Stuart Dickinson Australie |
| Points marqués   | |
| Nouvelle-Zélande | 3 essais de Brendon Leonard (69e), Nick Evans (76e), Dan Carter (80e), 3 transformations de Dan Carter (70e, 77e, 80e), 4 pénalités de Dan Carter (9e, 26e, 53e, 59e) |
| Afrique du Sud   | 2 pénalités de Derick Hougaard (23e, 46e) |

Les Springboks présentent une équipe « B » sans plusieurs joueurs essentiels tels que Victor Matfield, pour leur part les All Blacks affichent leur équipe type. La dernière victoire des Sprinboks au Jade Stadium, appelé alors Lancaster Park, remonte à 1965.
Victoire logique des All Blacks acquise en fin de 2e mi-temps, à un quart d'heure de la fin du match le score était de 12-6.

### Nouvelle-Zélande - Afrique du Sud du 5 juillet 2008
| Équipes          | Nouvelle-Zélande - Afrique du Sud                                                                                  |
| Score            | 19 - 8 (9 - 8) |
| Date             | 5 juillet 2008 |
| Stade            | Westpac Stadium (Wellington)                                                                                       |
| Arbitre          | Stuart Dickinson                                                                                                   |
| Points marqués   | |
| Nouvelle-Zélande | 1 essai de Jerome Kaino (44e), 1 transformation de Dan Carter (44e), 4 pénalités de Dan Carter (4e, 21e, 28e, 71e) |
| Afrique du Sud   | 1 essai de Bryan Habana (35e), 1 pénalité de Butch James (6e)                                                      |

### Nouvelle-Zélande - Afrique du Sud du 12 juillet 2008
| Équipes          | Nouvelle-Zélande - Afrique du Sud |
| Score            | 28 - 30 (15 - 17) |
| Date             | 12 juillet 2008 |
| Stade            | Carisbrook (Dunedin) |
| Arbitre          | Matt Goddard |
| Points marqués   | |
| Nouvelle-Zélande | 1 essai de Sione Lauaki (54e), 1 transformation de Dan Carter (55e), 6 pénalités de Dan Carter (5e, 10e, 17e, 25e, 40e, 73e), 1 drop de Dan Carter (65e)                                                              |
| Afrique du Sud   | 2 essais de JP Pietersen (31e) et Ricky Januarie (75e), 1 transformation de François Steyn (76e), 3 pénalités de Percy Montgomery (12e, 19e, 22e), 2 pénalités de Butch James (64e, 68e), 1 drop de Butch James (36e) |

Les deux équipes font jeu égal pendant une bonne partie du match, un essai du Néo-Zélandais Sione Lauaki répondant à l'essai du Sud-Africain JP Pietersen. Trois pénalités de Percy Montgomery, deux pénalités et un drop de Butch James compensent en partie les six pénalités et le drop de Dan Carter. Les Springboks étaient menés 23-28 à cinq minutes de la fin du match et jouaient à quatorze car Victor Matfield avait reçu un carton jaune. Sur un exploit personnel, Ricky Januarie transperce alors la défense des All Blacks et marque un essai, transformé par  François Steyn, ce qui donne la victoire aux Sud-Africains. Les Springboks n'avaient pas gagné en Nouvelle-Zélande depuis le 25 juillet 1998.

### Afrique du Sud - Nouvelle-Zélande du 25 juillet 2009
| Équipes          | Afrique du Sud - Nouvelle-Zélande |
| Score            | 28 - 19 (14 - 3) |
| Date             | 25 juillet 2009 |
| Stade            | Free State Stadium (Bloemfontein) |
| Arbitre          | Alain Rolland |
| Points marqués   | |
| Afrique du Sud   | 2 essais de Ruan Pienaar (25e), Jaque Fourie (72e) 6 pénalités de François Steyn (7e, 33e), Ruan Pienaar (18e), Morné Steyn (42e, 57e, 78e) |
| Nouvelle-Zélande | 1 essai de Conrad Smith (48e) 1 transformation de Stephen Donald (49e) 4 pénalités de Stephen Donald (4e, 52e, 64e, 75e)                    |

### Afrique du Sud - Nouvelle-Zélande du1eraoût 2009
Résultat
| Équipes          | Afrique du Sud - Nouvelle-Zélande                                                                                             |
| Score            | 31 - 19 (22 - 13) |
| Date             | 1er août 2009 |
| Stade            | ABSA Stadium (Durban) |
| Arbitre          | Nigel Owens |
| Points marqués   | |
| Afrique du Sud   | 1 essai de Morné Steyn (37e) 1 transformation de M.Steyn (38e) 8 pénalités de M.Steyn (5e, 14e, 18e, 31e, 40e, 57e, 65e, 73e) |
| Nouvelle-Zélande | 1 essai de Ross (11e) 1 transformation de Stephen Donald (12e) 4 pénalités de S.Donald (7e, 28e, 51e), Luke McAlister (62e)   |

Les Springboks ouvrent le score par une pénalité de Morné Steyn (5e), les All Blacks égalisent par une pénalité de Stephen Donald (7e). Les Sud-Africains dominent le début de match mais les Néo-Zélandais marquent un essai en contre par Isaac Ross à la 11e, la transformation de Stephen Donald leur permet de mener par 10 à 3. Les Springboks reviennent au score par deux pénalités de Morné Steyn (9-10). Un plaquage dangereux de JP Pietersen entraîne son exclusion pour 10e et une pénalité que Stephen Donald réussit (13-9 pour les All Blacks). Isaac Ross est exclu à son tour à la 30e et Morné Steyn réussit la pénalité, ce qui permet aux Springboks de revenir au score (12-13). Sur un ballon perdu en mêlée par les All Blacks, Morné Steyn crochète son vis-à-vis et marque un essai à la 37e, il transforme et porte la marque à 19-13 pour les Sud-Africains. Morné Steyn marque une nouvelle pénalité juste avant la mi-temps, les Springboks mènent alors par 22 à 13.
En 2e mi-temps, un plaquage sans ballon de Bakkies Botha entraîne son exclusion et une pénalité réussie par Stephen Donald (22-16). Morné Steyn marque deux nouvelles pénalités aux 57e et 65e contre une aux Néo-Zélandais par McAlister (62e) qui a remplacé Donald (28-19). Morné Steyn marque une 8e pénalité à la 73e (31-19), les Springboks s'imposent sur ce score de 31 à 19.

### Nouvelle-Zélande - Afrique du Sud du 12 septembre 2009
Résultat
| Équipes          | Nouvelle-Zélande - Afrique du Sud |
| Score            | 29 - 32 (12 - 22) |
| Date             | 12 septembre 2009 |
| Stade            | Waikato Stadium (Hamilton) |
| Arbitre          | Nigel Owens |
| Points marqués   | |
| Nouvelle-Zélande | 2 essais de Sitiveni Sivivatu (56e), Richie McCaw (78e) 2 transformations de Dan Carter (57e, 79e) 5 pénalités de Dan Carter (1re, 15e, 23e, 35e, 65e)                                                |
| Afrique du Sud   | 2 essais de Fourie du Preez (19e), Jean de Villiers (54e) 2 transformations de Morné Steyn (20e, 55e) 1 drop de Morné Steyn (17e) 5 pénalités de François Steyn (6e, 9e, 27e), Morné Steyn (34e, 71e) |

Résumé
Ce match oppose les deux équipes qui peuvent encore remporter le Tri-nations en 2009. Les All Blacks ouvrent le score par une pénalité à la première minute. Les Springboks égalisent puis prennent l'avantage par deux pénalités de François Steyn (3-6). Un drop réussi par  Morné Steyn à la 17e répond à une pénalité de Dan Carter (6-9) puis les Sud-Africains creusent l'écart avec le premier essai du match marqué par Fourie du Preez qui perce la défense desAll Blacks à la 19e (6-16). Deux pénalités sont marquées par chaque équipe, ce qui porte le score à 12-22 à la mi-temps.
En seconde mi-temps, les Springboks marquent un deuxième essai par Jean de Villiers qui intercepte une passe de Dan Carter, Morné Steyn transforme (12-29). Les All Blacks reviennent au score par un essai de Sitiveni Sivivatu qui profite de plusieurs plaquages manqués à la 56e, Dan Carter transforme (19-29). Une nouvelle pénalité de Dan Carter à la 65e réduit le retard des Néo-Zélandais à 22-29 mais Morné Steyn marque une nouvelle pénalité à la 71e (22-32). Alors qu'il ne reste que deux minutes à jouer, Dan Carter fait une passe au pied à Richie McCaw qui marque le deuxième essai des All Blacks, Dan Carter transforme et ramène le score à 29-32. Dan Carter tente une nouvelle passe au pied dans les arrêts de jeu mais le ballon va en touche, le match se termine donc par une victoire des Sud-Africains par 32 à 29. Cette victoire permet aux Springboks de remporter le Tri-nations 2009.

### Nouvelle-Zélande - Afrique du Sud du 10 juillet 2010
(mt : 20 – 3)
Points marqués :
- Nouvelle-Zélande : 4 essais de Smith (18e), Nonu (35e), Read (57e) et Woodcock (79e). 3 transformations de Carter (19e, 36e, 59e), 2 pénalités de Carter (14e, 26e)
- Afrique du Sud : 4 pénalités de Steyn (7e, 42e, 47e, 60e)

Évolution du score : 0-3, 3-3, 10-3, 13-3, 20-3, 20-6, 20-9, 27-9, 27-12, 32-12
Arbitre : Alan Lewis 
Résumé
Les Springboks ouvrent le score par une pénalité de Morne Steyn à la 7e (0-3). Bakkies Botha est exclu pour dix minutes à la 13e, Dan Carter réussit la pénalité à la 14e et permet aux All Blacks d'égaliser (3-3). Conrad Smith marque le premier essai néo-zélandais à la 18e à la suite d'une percée de Mils Muliaina, Carter transforme (10-3). Dan Carter marque une deuxième pénalité à la 26e (13-3) alors que le pack All Blacks domine en mêlée. Ma'a Nonu marque le deuxième essai néo-zélandais à la 35e, son 15e essais avec les All Blacks, la transformation de Dan Carter porte le score à 20-3 à la mi-temps pour les Néo-Zélandais.
Les Sud-Africains réduisent la marque par deux pénalités de Morne Steyn aux 42e et 47e (20-9). Kieran Read marque en puissance le troisième essai néo-zélandais à la 57e au terme d'une action collective des All Blacks, Dan Carter transforme (27-9). Les Néo-Zélandais marque un quatrième essai, celui du bonus, à la 79e par Tony Woodcock et s'imposent sur le score de 32 à 12.
Composition des équipes
- Nouvelle-Zélande
  - Titulaires : 15 Mils Muliaina, 14 Cory Jane, 13 Conrad Smith, 12 Ma'a Nonu, 11 Joe Rokocoko, 10 Dan Carter, 9 Jimmy Cowan, 8 Kieran Read, 7 Richie McCaw (cap.), 6 Jerome Kaino, 5 Tom Donnelly, 4 Brad Thorn, 3 Owen Franks, 2 Keven Mealamu, 1 Tony Woodcock.
  - Remplaçants : 16 Corey Flynn, 17 Ben Franks, 18 Sam Whitelock, 19 Liam Messam, 20 Piri Weepu, 21 Aaron Cruden, 22 Richard Kahui.
  - Entraîneur : Graham Henry
- Afrique du Sud
  - Titulaires : 15 Zane Kirchner, 14 Jean de Villiers, 13 Jaque Fourie, 12 Wynand Olivier, 11 Bryan Habana, 10 Morne Steyn, 9 Ricky Januarie, 8 Pierre Spies, 7 François Louw, 6 Schalk Burger, 5 Victor Matfield, 4 Bakkies Botha, 3 Jannie du Plessis, 2 John Smit (cap.), 1 Gurthro Steenkamp.
  - Remplaçants : 16 Chiliboy Ralepelle, 17 BJ Botha, 18 Andries Bekker, 19 Danie Rossouw, 20 Ruan Pienaar, 21 Butch James, 22 Gio Aplon.
  - Entraîneur : Peter de Villiers

### Nouvelle-Zélande - Afrique du Sud du 17 juillet 2010
(mt : 13 – 7)
Points marqués :
- Nouvelle-Zélande : 4 essais par Nonu (7e), Muliaina (12e), Ranger (46e), Dagg (65e), 1 transformation de Carter (66e), 3 pénalités de Carter (30e, 69e), et Weepu (51e)
- Afrique du Sud : 2 essais de Rossouw (36e) et Burger (74e), 2 transformations de Steyn (37e, 75e), 1 pénalité de Steyn (43e)

Évolution du score : 5-0, 10-0, 13-0, 13-7, 13-10, 18-10, 21-10, 28-10, 31-10, 31-17
Arbitre : Alain Rolland 
Résumé
Le début de rencontre est marqué par le carton jaune donné à Danie Rossouw à la 4e pour brutalité sur Richie McCaw. Les Néo-Zélandais profitent de leur avantage numérique et marquent deux essais à la 7e par Ma'a Nonu et à la 12e par Mils Muliaina qui marque en contre sur passe de Piri Weepu (10-0). Dan Carter n'est pas en réussite car il manque une pénalité bien placée et deux transformations, il se reprend à la 30e en marquant une pénalité (13-0). Les Springboks reviennent au score à la 36e par un essai en force de Danie Rossouw qui prolonge une action de Jean de Villiers. Morne Steyn réussit la transformation, le score à la mi-temps est de 13 à 7 pour les All Blacks.
Les Springboks débutent bien en seconde mi-temps et marquent une pénalité par Morné Steyn (13-10). La réaction des All Blacks ne se fait pas attendre, ils marquent un essai en coin par Rene Ranger, non transformé par Dan Carter (18-10). Piri Weepu marque une pénalité à la 46e (21-10) puis Israel Dagg, entré en jeu à la 63e, marque le quatrième essai Néo-Zélandais à la 65e après avoir passé en revue quatre Springboks. Dan Carter transforme puis marque une pénalité à la 69e, il porte le score à 31 à 10. Les Sud-Africains réduisent l'écart au score par un essai de Schalk Burger à la 75e, Morné Steyn transforme. Le match se termine sur le score de 31 à 17 pour les All Blacks.
- Nouvelle-Zélande
  - Titulaires : 15 Mils Muliaina, 14 Cory Jane, 13 Conrad Smith, 12 Ma'a Nonu, 11 Rene Ranger, 10 Dan Carter, 9 Piri Weepu, 8 Kieran Read, 7 Richie McCaw (cap.), 6 Jerome Kaino, 5 Tom Donnelly, 4 Brad Thorn, 3 Owen Franks, 2 Keven Mealamu, 1 Tony Woodcock.
  - Remplaçants : 16 Corey Flynn, 17 Ben Franks, 18 Sam Whitelock, 19 Liam Messam, 20 Jimmy Cowan, 21 Aaron Cruden, 22 Israel Dagg
  - Entraîneur : Graham Henry
- Afrique du Sud
  - Titulaires : 15 Zane Kirchner, 14 Jean de Villiers, 13 Jaque Fourie, 12 Wynand Olivier, 11 Bryan Habana, 10 Morne Steyn, 9 Ricky Januarie, 8 Pierre Spies, 7 François Louw, 6 Schalk Burger, 5 Victor Matfield, 4 Danie Rossouw, 3 CJ van der Linde, 2 John Smit, 1 Gurthrö Steenkamp.
  - Remplaçants : 16 Chiliboy Ralepelle, 17 BJ Botha, 18 Andries Bekker, 19 Ryan Kankowski, 20 Ruan Pienaar, 21 Butch James, 22 Gio Aplon
  - Entraîneur : Peter de Villiers

### Afrique du Sud - Nouvelle-Zélande du 21 août 2010
(mt : 16 – 14)
Points marqués :
- Afrique du Sud : 1 essai de Burger (24e), 1 transformation de Steyn (25e), 5 pénalités de Seyn (10e, 14e, 31e, 44e, 63e)
- Nouvelle-Zélande : 3 essais par Woodcock (37e), McCaw (77e) et Dagg (80e), 1 transformation de Carter (80e), 4 pénalités de Carter (6e, 21e, 28e, 68e)

Évolution du score : 0-3, 3-3, 6-3, 6-6, 13-6, 13-9, 16-9, 16-14, 19-14, 22-14, 22-17, 22-22, 22-29
Arbitre : Nigel Owens 
Résumé
À l'occasion de ce match, le capitaine des Springboks, John Smit, obtient sa 100e sélection en équipe nationale. Dan Carter marque une pénalité de 50 m en coin et ouvre le score pour les All Blacks à la 6e (0-3). Morne Steyn égalise puis donne l'avantage aux Springboks en réussissant deux pénalités aux 10e et 14e (6-3). Dan Carter égalise par une autre pénalité à la 21e (6-6) mais Schalk Burger marque un essai en force à la 24e et la transformation par Morne Steyn permet aux Sud-Africains de mener par 13 à 6. Dan Carter marque une pénalité à la 28e, Morne Steyn lui répond à la 31e, le score est alors de 16 à 9 pour les Springboks. Une transmission rapide du ballon vers Tony Woodcock en position d'ailier lui permet de marquer un essai un essai en coin. La transformation n'est pas réussie par Carter, le score est par suite de 16 à 14 pour l'Afrique du Sud lorsque la mi-temps est sifflée.
En deuxième mi-temps, l'Afrique au Sud augmente l'écart au score par deux pénalités réussies par Morné Steyn aux 43e et 63e (22-14). La fin du match est dominée par les All Blacks qui reviennent au score par une pénalité de Dan Carter à la 68e puis un essai de Richie McCaw à la 77e qui marque en coin alors que son pied est près de toucher le sol en touche (22-22). Les Néo-Zélandais marquent un troisième essai à la 80e par Israel Dagg à la suite d'un ballon perdu par les Sud-Africains et d'une percée de Ma'a Nonu. Dan Carter réussit la transformation. Les All Blacks s'imposent par 29 à 22 et, grâce à cette victoire, sont assurés de remporter l'édition 2010 du Tri-nations.
Composition des équipes
- Afrique du Sud
  - Titulaires : 15 Gio Aplon, 14 JP Pietersen, 13 Juan de Jongh, 12 Jean de Villiers, 11 Bryan Habana, 10 Morne Steyn, 9 Francois Hougaard, 8 Pierre Spies, 7 Juan Smith, 6 Schalk Burger, 5 Victor Matfield, 4 Flip van der Merwe, 3 Jannie du Plessis, 2 John Smit (cap.), 1 Gurthro Steenkamp.
  - Remplaçants : 16 Chiliboy Ralepelle, 17 CJ van der Linde, 18 Danie Rossouw, 19 François Louw, 20 Ricky Januarie, 21 Butch James, 22 Wynand Olivier.
  - Entraîneur : Peter de Villiers
- Nouvelle-Zélande
  - Titulaires : 15 Mils Muliaina, 14 Cory Jane, 13 Conrad Smith, 12 Ma'a Nonu, 11 Joe Rokocoko, 10 Dan Carter, 9 Jimmy Cowan, 8 Kieran Read, 7 Richie McCaw (cap.), 6 Jerome Kaino, 5 Tom Donnelly, 4 Brad Thorn, 3 Ben Franks, 2 Keven Mealamu, 1 Tony Woodcock.
  - Remplaçants : 16 Corey Flynn, 17 John Afoa, 18 Sam Whitelock, 19 Victor Vito, 20 Piri Weepu, 21 Aaron Cruden, 22 Israel Dagg
  - Entraîneur : Graham Henry